# Syu (ギタリスト)
SYU（シュウ、1980年〈昭和55年〉9月23日 - ）は、日本のヘヴィメタル・ミュージシャン。ギタリストおよびシンガーソングライター。GALNERYUSのギタリストで、SPINALCORDのボーカリスト兼ギタリスト。兵庫県芦屋市出身。血液型AB型。身長171cm。2016年より名義をSyuからSYUへ変更して活動。

## 経歴
1998年、ヴィジュアル系バンドVALKYRに加入する。
2001年、ヘヴィメタルバンドGALNERYUSを結成。
2002年、VALKYR解散後、バンドAUSHVITZ（ギターとボーカルを担当、後にSPINALCORDに改名）を結成。
2003年、アニメタルへ加入する。
2006年、アニメタルが封印となり、以降はGALNERYUSを中心に活動。
2010年9月、80年代から90年代のメタル楽曲を中心に選曲したカバー・ソロ・アルバム『CRYING STARS -STAND PROUD!-』をリリース。
2014年、アニメ『曇天に笑う』のオープニングテーマ「毘藍ノ風」（歌 - 青木隆治）の作曲を担当。GALNERYUSとしても、エンディングテーマ「Attitude to Life」を手がける。
2016年11月、ソロとしては初のインスト・アルバム『YOU PLAY HARD』をリリース。
2019年1月、様々なゲストアーティストを迎えて制作されたソロ・アルバム『VORVADOS』をリリース。

## 人物
4歳の頃にピアノを弾き始め、6歳の頃から親の影響でバイオリンを始める。小学4年生の時にX JAPANのYOSHIKIに憧れ、バンドを組みドラムを始めた。あるときバンドメンバーのギターを借りて弾いてみたところ、ドラムより遥かにできる可能性があるのではと思い、親に無理をいってギターを買ってもらい「X」のコピーを始める。練習を始めてからは、既にギターをやっていた友人よりも上達が早かったことに手応えを感じ、ギター一筋でやっていくことを決意。その後、中学1年生の頃にイングヴェイ・マルムスティーンの曲をコピーしだしたがつまずき、独特の速弾きに衝撃を受けたという（本人は「流れるような音の流れ。速弾きというか、でもあまり速弾きに感じなかった」と語っている）。その際に始めて聞いたイングヴェイの音源がミニアルバム『I cant wait』で、それからはイングヴェイに傾倒していったとしている。
前述のアーティスト以外にも、よく聴きコピーしてきたギタリストとしてポール・ギルバート、ザック・ワイルド、トニー・マカパインなどを挙げている。また、歌手ではセリーヌ・ディオンやマライア・キャリーといったディーヴァの大ファンで、幼少期の頃から好んで聴いている。

## プレイスタイル
高度なテクニックかつ泣きのフレーズを用いた演奏が特徴的なギタリストで、スウィープ奏法やタッピング奏法などを得意としている。
イングヴェイ・マルムスティーンの大ファンであるが、あえてイングヴェイとは異なるスタイルを貫いている。理由はイングヴェイそのままになってしまうからで（本人は「イングヴェイ・マルムスティーン症候群」と呼んでいる）、ギターも本来ならストラトキャスターを使用したいと思っているが、フライングVや変形ギターを中心に使用し、奏法ではハーモニックマイナースケールではなくナチュラルマイナースケール、ネオクラシカルでペンタトニックスケールを使用することなどを意識している。

## 使用機材
ギター
- ESP CRYING STAR 
Syuのシグネイチャーモデル。CRYING STARシリーズとしては1番目のモデルにあたる。通称は「初号機」。ボディーはアルダーで、ネックは3ピースのハードメイプルを採用。スケールはミディアムスケール。
ピックアップにはセイモア・ダンカンのTB-4（リア）、ESPのJUNCTION-SS（フロント）を採用。コントロール類は、ボリューム、トーン、ピックアップセレクター、キルスイッチ（ギターとアンプの接続を遮断した状態にするスイッチ）が搭載されている。
兄弟ブランドのエドワーズから、コストパフォーマンスモデルの「E-CS-160」が発売されている。
- ESP CRYING STAR-REBEL
2番目のシグネイチャーモデル。カラーはホワイト。主なスペックはCRYING STARと同じだが、コントロール類やピックアップは大きく異なる。
ピックアップにはEMGの89（リア）、SAV（フロント）を採用。コントロール類には、SPC Volumeと呼ばれるコントロール機能が搭載されている。これは、コイルスプリットスイッチを解除（リアピックアップをハムバッカーモードにした状態）にした時に機能するもので、フロントピックアップの音圧をより太いものにするためのコントロール機能である。
6弦用のペグには、レバー操作で瞬時に音程を1音下げることができるチューナーを搭載。
エドワーズからは、「E-CS-130 REBEL」の名前で発売。ただし、こちらはESP版と違い、フロントとリアの双方ともセイモア･ダンカン製のピックアップが搭載されている。コントロール類の特徴として、フロントとリアのトーンコントロールが独立している。6弦を瞬時に1音下げるチューナーは搭載されていない。
- ESP CRYING SEVEN
CRYING STARの7弦仕様で、市販はされていない。2つのモデルがあり、1つは24フレット仕様の2ハムバッカータイプ、もう1つは、リアピックアップのみのタイプ。
- ESP CRYING STAR-CLASSIC
CRYING STAR（6弦仕様）としては初となる、24フレット仕様のモデル。カラーはヴィンテージチェリー。ボディー、ネックにはホンジュラス・マホガニーを用いており、ネックジョイントはセットネック方式を採用（それ以前のモデルはボルトオン仕様）。
ピックアップはセイモア･ダンカン製のSH-2（フロント）、SH-4（リア）を搭載。コイルスプリットスイッチ、キルスイッチは搭載されていない。
Syu本人が所有しているバリエーションモデルとして、カラーがブラックで、フロントにEMGの85、リアにEMGの81を搭載したモデルがある。
エドワーズからは、「E-CS-140 CLASSIC」の名前でコストパフォーマンスモデルが発売されている。
- ESP CRYING STAR PHOENIX
GALNERYUSのアルバム『PHOENIX RISING』をイメージして製作された、ボディー全体とヘッド前面に施されたレッド・フレークが特徴的なモデルで、スペックはCRYING STAR-REBELを基本にフロイドローズ・トレモロを搭載し、ピックアップを変更したものとなっている[12]。
- ESP CRYING STAR-REBEL 改
CRYING STAR-REBELのボディーをマホガニーにしたらどうなるのか？という発想で実験的に作られたモデルで、ブリッジがチューン・O・マティック・タイプからフィックスド・タイプに変更され、ナットも牛骨からブラスにするなど様々な改造が施されており、ESPからは期間限定モデルとして販売された[12]。
- ESP CRYING V
- ESP CRYING SEVEN -2nd-
- ESP CRYING STAR-CLASSIC VETLGYUS
CRYING STAR CLASSICを現代的なスタイルに更新したモデルで、GALNERYUSのアルバム『VETELGYUS』のレコーディングでも使用されており、ソリッド・ブラック・カラーにミラー・ピックガードという初代のCRYING STARをイメージさせるようなデザインになっている[12]。
- ESP MV <SYU CUSTOM>
- ESP M-SEVEN SYU CUSTOM
- ESP EX-280 <SYU CUSTOM>
- ESP THE CRYING STAR NT
- ESP THE CRYING STAR FR
- ESP SNAPPER SYU Custom S “SYUNAPPER-I”
- ESP SNAPPER SYU Custom H “SYUNAPPER-II”
- EDWARDS E-EX-138
- EDWARDS E-FV-80D <SYU CUSTOM>
- EDWARDS E-SE-87R/LT <SYU CUSTOM>
- EDWARDS E-EX-138E SYU CUSTOM
初期のGALNERYUSにおいてメインで使われていたモデルで、過酷な使用状況のため何度もネックが折れている[13]。
- EDWARDS E-FV-85D SYU CUSTOM
EXシェイプを使用する前にVシェイプを多用していたことから製作されたもので、初期のライブで使用されていた[13]。
- EDWARDS E-SYUNAPPER-I
- EDWARDS E-CS-VETELGYUS
- EDWARDS E-CS-Classic

## ディスコグラフィー

### アルバム
| 発売日        | タイトル                    | 規格 | 規格品番   | 備考                     |
| ------------- | --------------------------- | ---- | ---------- | ------------------------ |
| 2010年9月29日 | CRYING STARS -STAND PROUD!- | CD   | YICQ-10013 | カバー・ソロ・アルバム   |
| 2016年11月9日 | YOU PLAY HARD               | CD   | VPCC-81885 | インスト・ソロ・アルバム |
| 2019年1月23日 | VORVADOS                    | CD   | WPCL-12983 | ソロ・アルバム           |

### DVD/BD
| 発売日        | タイトル                                     | 出版社                                 | 規格 | 品番               |
| ------------- | -------------------------------------------- | -------------------------------------- | ---- | ------------------ |
| 2005年2月21日 | ヤング・ギター教則DVD「超人奏法:基礎編」     | シンコーミュージック・エンタテイメント | DVD  | ISBN 4-401-53003-9 |
| 2005年3月22日 | ヤング・ギター教則DVD「超人奏法:技巧編」     | シンコーミュージック・エンタテイメント | DVD  | ISBN 4-401-53004-7 |
| 2005年4月30日 | ヤング・ギター教則DVD「超人奏法:実践旋律編」 | シンコーミュージック・エンタテイメント | DVD  | ISBN 4-401-53005-5 |

### 書籍
| 発売日         | タイトル                                                | 出版社                                 | 品番                   | 備考  |
| -------------- | ------------------------------------------------------- | -------------------------------------- | ---------------------- | ----- |
| 2006年11月1日  | Syu:100% BOOK 新世代の“超人”ギタリスト                  | シンコーミュージック・エンタテイメント | ISBN 978-4-401-63070-7 |       |
| 2010年11月11日 | Syuの鬼凄！メタル・ソロ・メソッド 理論とテクがWアップ！ | リットーミュージック                   | ISBN 978-4-845-61882-8 |       |
| 2013年9月4日   | GALNERYUS GUITAR BOOK feat. Syu                         | シンコーミュージック・エンタテイメント | ISBN 978-4-401-63887-1 | DVD付 |
| 2013年12月24日 | 超絶ギタリストになるための思考と練習法                  | リットーミュージック                   | ISBN 978-4-845-62334-1 |       |

### 参加作品
※タイトルの『』はアルバム、「」はシングル
| 発売日        | タイトル                | アーティスト   | 参加楽曲                                           | 規格                            | 規格品番     | 備考                                   |
| ------------- | ----------------------- | -------------- | -------------------------------------------------- | ------------------------------- | ------------ | -------------------------------------- |
| 2006年3月23日 | 『UNIVERSAL SYNDICATE』 | MASAKI project | DOWN                                               | CD                              | AVCD-17897   | ギターを担当                           |
| 2011年3月16日 | 『GOLDEN MOON』         | LIV MOON       | 静かな奇跡                                         | CD                              | VICL-63717   | ギターを担当                           |
| 2011年3月16日 | 『GOLDEN MOON』         | LIV MOON       | 静かな奇跡                                         | CD+DVD                          | VIZL-410     | ギターを担当                           |
| 2012年2月8日  | 『六弦心 Vol.1』        | V.A.           | 荒城の月                                           | CD                              | JPGR-0001    | ギターを担当                           |
| 2012年7月25日 | 『RE;STORY』            | 喜多村英梨     | re;story                                           | CD                              | KICS-1791    | ギターを担当                           |
| 2012年7月25日 | 『RE;STORY』            | 喜多村英梨     | re;story                                           | CD+写真集ブックレット           | KICS-91791   | ギターを担当                           |
| 2013年7月10日 | 『PSYCHO DAZE BASS』    | MASAKI         | SHADOW OF THE RAIN                                 | CD                              | KICS-1915    | ギターソロを担当                       |
| 2014年12月3日 | 「毘藍ノ風 / 流転ノ陽」 | 青木隆治       | 毘藍ノ風 流転ノ陽                                  | CD                              | VPCG-82324   | 作曲、ギターを担当                     |
| 2016年9月7日  | 『Aspiration』          | RAMI           | Overture To Aspiration In My Eyes Forever Precious | CD                              | RAMI-014     | 作曲、ギター、カバー楽曲アレンジを担当 |
| 2016年9月7日  | 『Aspiration』          | RAMI           | Overture To Aspiration In My Eyes Forever Precious | CD＋DVD                         | RAMI-015     | 作曲、ギター、カバー楽曲アレンジを担当 |
| 2016年9月7日  | 『Aspiration』          | RAMI           | Overture To Aspiration In My Eyes Forever Precious | CD+DVD+直筆サイン入りミニ写真集 | RAMI-016     | 作曲、ギター、カバー楽曲アレンジを担当 |
| 2016年9月7日  | 『Aspiration』          | RAMI           | Overture To Aspiration In My Eyes Forever Precious | CD＋DVD                         | RAMI-017     | 作曲、ギター、カバー楽曲アレンジを担当 |
| 2017年4月26日 | 『Vanquish the Demon』  | CRY VENOM      | Stronger Than Steel                                | CD                              | KICP-1837    | ギターソロを担当                       |
| 2018年1月31日 | 『斑』                  | ASAGI          | 物の怪草子                                         | CD＋DVD                         | YICQ-10401/B | ギターを担当                           |
| 2018年1月31日 | 『斑』                  | ASAGI          | 物の怪草子                                         | CD                              | YICQ-10402   | ギターを担当                           |